# Pálos kolostor (Budaszentlőrinc)

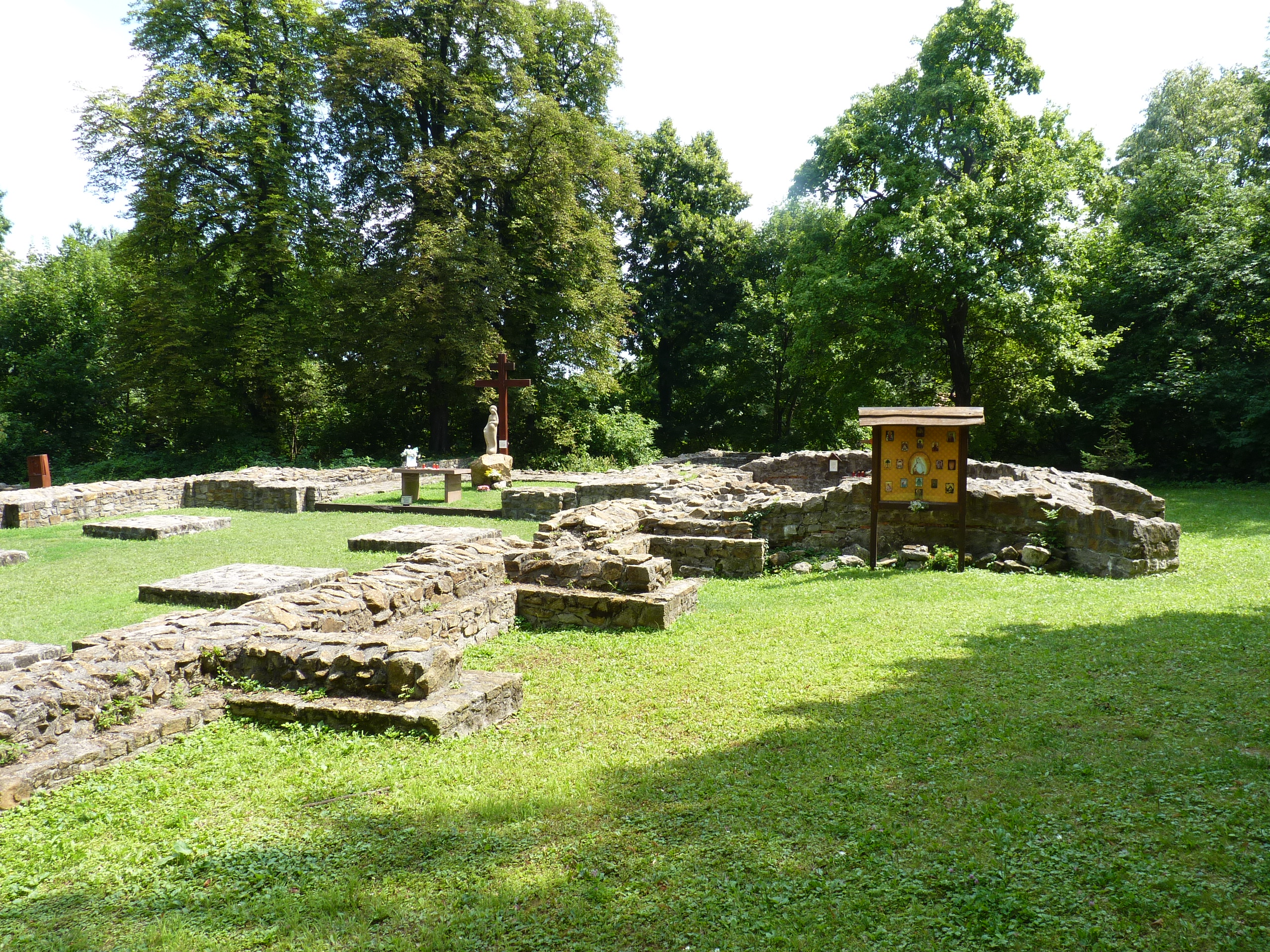
A kolostor romjai

Budaszentlőrinci pálos kolostor Budapest mai II. kerületében, a Szépjuhászné felett állt. A 13.–14. században pálos szerzetesek telepedtek meg itt, a János-hegy és a Nagy-Hárs-hegy hágójában, és kolostort létesítettek.

## Története
A mai Budakeszi út 91–95. sz. teleknél Szent Lőrincnek szentelt kápolnát létesítettek, amelyről 1290-es forrás maradt fenn. A kápolnát egy remete gondjaira bízták. A helyet utóbb Budaszentlőrincnek nevezték.
1300 körül alapította meg Lőrinc, a rend negyedik elöljárója Budaszentlőrincet. A kolostor sokszög záródású első templomának szentélye körbeépítette a korábbi kápolna szentélyét. Az első templom szentélyének északi és déli falait közvetlenül a régi falak mellett építették fel. Az egyhajós templom szentélye valószínűleg három szabályos szakaszú bordás keresztboltozatot kapott. A templomhoz északról csatlakozott a kerengő, mely téglalap alakú volt, mégpedig úgy, hogy a keleti és a nyugati oldal volt a hosszabb. A 10 x 15 méteres udvart 2,2 méter széles kerengőfolyosó fogta körbe. A keleti oldalon található káptalanteremhez keletről két szakaszos, bordás keresztboltozatú perjeli kápolna csatlakozott. A kolostort vagy annak egy részét kerítőfal vette körül. 
1381-ben Velencéből Budaszentlőrincre kerültek a rend névadójának, Remete Szent Pálnak a földi maradványai és ekkor nagyszabású építkezések kezdődtek a kolostorban. Az első kolostortemplomot ereklyekápolnává építették át, melynek során a szentélyét is átalakították, amely ezután a nyolcszög négy oldalával, azaz tengelysarkos módon záródott. Az első kolostortemplom hajóját elbontották az egykori hajó keleti negyedénél és a déli oldalon falakkal elrekesztve folyosókat alakítottak ki, a hajó maradékából pedig udvar lett. Az így kialakított kettős udvar és a folyosórendszer választotta szét a kolostori részeket a zarándokok által használt részektől. Már a 14. századi építkezések tervezésekor nagyszámú zarándokkal számolhattak az építtetők. Remete Szent Pál budaszentlőrinci sírja 1381 után a csodás gyógyulások híre miatt lassanként országos hírnévre tett szert. A síremléket a budaszentlőrinci kolostorba látogató zarándokok a szerzetesi clausura megsértése nélkül is felkereshették és fogadalmukat magánál a síremléknél válthatták be, ott helyezhették el fogadalmi tárgyaikat és találkozhattak a szent test őrzésével megbízott pálos szerzetessel, akinek feltehetőleg jegyzőkönyvbe mondták a velük megtörtént csodás eseményt. Az 1460-as években született Hadnagy Bálint kapta feladatul, hogy gyűjtse össze a Szent Pál ereklyéknél történt csodákat. 1511-ben megjelent kiadványa a remeteszent  közbenjárására 1422 és 1505 között történt csodás gyógyulások válogatását adja közre.
Az 1381-es év kapcsán egy másik fontos esemény is történt a budaszentlőrinci pálos kolostor életében. Ekkor adományozta ugyanis a budai várnegyed ÉK-i sarkában található Régi királyi ház épületét a rend főkolostorának Nagy Lajos király, többek között azért, hogy ha valamilyen veszély fenyegetné a kolostort, akkor ide menekíthessék az ereklyéket. A Régi királyi ház épülete a mai Táncsics Mihály utca 7-9. számú telkeken emelkedett. A 15. század első negyedében a pálos rend ezt a házat egy Középső utcában lévő házra (ma Fortuna utca 4.) cserélte. A pálos nagy háznak emlegetett épületben 1490-ben Remete Szent Pál ereklyéit mintegy két hónapig őrizték, mint erről Hadnagy Bálint leírásaiból értesülünk. 
A szentlőrinci kolostor Zsigmond kori építkezéseiről nincs írott forrásunk. A régészeti kutatások tanúsága szerint a korszak vége felé a keleti kerengőfolyosó külső nyugati falát elbontották, hogy így itt egy 11 méter széles káptalantermet alakítsanak ki. Az 1480-as években több építkezés is zajlott a kolostorban. A 15. század 80-as éveiben, valószínűleg 1488-ban rendbehozták a szentlőrinci kolostor ciszternáját. Ugyanebben az időben a kerengőt is átépítették. 1488-ra készült el a Szent Lőrinc egyház déli oldalán egy kápolna Budai Kovács Márton költségén, aki egész életében vincellér volt, és akit a Szent Lőrinc kolostorban temettek el. A kápolnát a háromhajós templom déli mellékhajójának szentélyéhez igazították keleten. A Remete Szent Pál ereklyekápolnát is átépítették, melynek szentélye ezután a nyolcszög öt oldalával záródott. Valószínűleg a kápolna szakaszolását is megváltoztatták, a korábbi nyújtottabb boltmező helyén három szabályos nyolcszögoldalakkal képzett szakaszt alakítottak ki. 1486-ra a Szent Pál tiszteletére épített kápolna az ablakok magasságáig elkészült, de az építkezést csak 1492-ben fejeztette be Tharispán Albert budai várnagy. 
A rendfőnöki tisztet 1484 és 1488 között betöltő Szombathelyi Tamás testvér idején Dénes testvér, kőfaragó bámulatos művészettel készítette el a szent síremlékét, amelyben a sírkápolna átépítésének befejeztével 1492-ben helyezték el az ereklyéket. Amikor a kolostort a törökök 1526-ban kifosztották, a síremlék fedőlapját lelökték és három darabra törték, vagyis az emléket fedőlappal lezárt szarkofágként képzelhetjük el. A szarkofág oldalait áttört, szamárhátíves-mérműves táblák alkothatták, a szamárhátív csúcsán erőteljes fiáléval. Ennek két oldalán, az ív feletti mezőkben jelenetek kaptak helyet. A legnagyobb töredék heraldikailag bal oldalán egy fa lombkoronájának részlete látható. Ettől jobbra fiálé figyelhető meg, amely eredetileg a kő felső síkja fölé futott. A jobb oldalon felhők felett két angyal lepelben emeli a halott Szent Pál meztelen félalakként ábrázolt lelkét az égbe, ahol újabb felhőrétegből a lelket váró két isteni kéz nyúlik ki. A síremlék másik nagyobb darabján a mandula formájú dicsfénnyel keretelt Atyaisten töredékes ábrázolása látható. Dús szakállú, koronás feje mögül fénysugarak törnek elő, csillagokkal díszes szegélyű palástját melle előtt kapcsokkal fogja össze, a palást nyílásán át látszik a stólának a mell előtt keresztben futó sávja. A palást alól kibukkanó jobb kéz a figura ölében nyugszik. 
A 16. században, 1508 után újabb építkezések történtek a kolostorban. A háromhajós templom új, nagyobb szentélyt kapott, ami a régi diadalív vonalától indult, négy szakaszon épült, keleten sokszögzáródással. Boltozata gazdagon kiképzett csillaghálós rajzolatú volt. Az új tízszög alaprajzú gyűlésterem pedig a korábbi perjeli kápolnák helyén épült fel. 1526-ban a mohácsi csata után a törökök Budáig eljutva elpusztították a kolostort. Gyöngyösi rendtörténete szerint: „A templomban a ragyogó festmények, a csodálatos kórus, a költséges mestermunkák, a kiváló orgona és minden más a nagy tűzben elégett, és így a szentély mennyezete is beomlott. Az oltárokat lerombolták, a képeket csúfosan összeszabdalták, a sírokat felforgatták. Szent Pál márványkoporsójának finoman faragott fedőlapját durván lelökték, és három darabra törték.” Utolsó írott adatunk a kolostorról 1540-ből származik, amikor Imre általános perjel a szentlőrinci kolostorból tiltakozik az elefánti perjelnek Baracskay Pállal kötött egyezsége ellen. A kerengőtől nyugatra található nagy kövekből rakott udvaron egy 1546-ban vert pénz, a pincében pedig egy 1586-os pénz került elő. Ez alapján úgy tűnik, hogy a kolostor egyes részei csak részben pusztultak el és a 16. század folyamán időlegesen használták is őket. 
A pálosok Budaszentlôrinc pusztulása után Máriavölgybe helyezik át a rendi vezetést. 1627-ben arról értesülünk, hogy a budai pasa a szentlőrinci kolostor köveiből erősítteti meg a budai erődítményeket. Buda 1686-os visszafoglalás után a pálos rend nem költözik vissza egykori főkolostorába, hanem Pesten épít új templomot és kolostort. A mai Egyetemi templom nevezetes volt vasárnapi prédikációiról, amelyeket jól képzett pálos atyák tartottak. A pesti rendház híres könyvtára (ma a budapesti Központi Papnevelő Intézet [Seminarium Centrale]) lett a formálódó szellemi élet egyik központja. 
1756. április 13-án Batthyany József gróf tanúsítja, hogy jelen volt annak a canonica visitatiónak a lefolytatásánál, melyet a Buda területén fekvő bizonyos romok megvizsgálására rendeltek el. A budai várat a Bécsi kapun keresztül nyugat felé elhagyó bizottság megtalálja és azonosítja a híres egykori szentlőrinci monostor romjait. 1822-ben megjelent munkájában Schams is megemlékezik a romokról.  A valószínűleg Jankovich Miklóssal azonosítható szerző gyerekkorában látta a romokat és akkor azok még embermagasságig álltak. A szerző látta a templom kétszer hat oszlopát, hét oltárának ép asztalát, valamint több márványsírkövet is sikerült megfigyelnie. 1826-ra a romok azonban annyira lepusztultak, hogy már alig találta meg a templomot. Rómer Flóris 1864-ben részletesen leírta és néhány rajzon megörökítette a kolostor maradványait. 1868-ban Rupp Jakab azt írta, hogy, amikor több mint 40 évvel korábban az erdô sűrűjében fekvő romokat maga is megvizsgálta, akkor kevés kiálló falat figyelt meg, az általa Szent Pál kápolnának tartott épület belsejében még néhány láb magasan álló falakon szent képeket lehetett látni és egy lépcsőt, mely alkalmasint a szószékhez vezetett.

## Régészeti feltárás
A kolostor régészeti feltárása 1846–1847-ben kezdôdött Henszlmann Imrének a vezetésével, Bugát Pál akkori telektulajdonos engedélyével. Noha azután hivatalosan az ásatások abbamaradtak Erber János volt Jánoshegyi vendéglős elbeszéléséből Garády Sándor később megtudta, hogy Bugát fiai, sajnos, alighanem kevesebb szakértelemmel folytatták azokat. Legközelebb szabályos ásatásra 1934-ben került sor. „A templom és kolostor maradványainak kiásását a Budakeszi-út 93. sz. telken a telek tulajdonosának, dr. Légrády Ottónak engedélyével 1934. október hó 24-én kezdettük meg és december hó 6-án a téli időjárás beálltával hagytuk abba. Utána a telek tulajdonosával tárgyalások indultak meg a teleknek csere útján való megszerzésére. Ezek a tárgyalások eddig (1943-ig!) nem vezettek eredményre és így az ásatásokat folytatni nem volt módunkban.” írja Garády.
A második világháború után 1949-ben Gerevich László és Zolnay László, 1958-ban pedig Nagy Emese folytatta a régészeti kutatásokat. A sokszögű építményben, illetve környékén négy építési periódust is megfigyelt az ásató. 1961-től 1985-ben bekövetkezett haláláig ismét Zolnay irányította a régészeti munkákat. Ekkor tárta fel a terület ÉNy-i sarkában található tornyot, a háromhajós templom déli oldalkápolnáját, a háromhajós templom részletét, de dolgozott a kolostor egyéb területein is. 1985-től 1994-ig Bencze Zoltán vezetésével folytatódtak az ásatások. Az ekkor megkezdett dél-északi irányú szisztematikus feltárások a kerengőig jutottak. Az 1980-as és 1990-es évek eredménye, hogy helyreállításra került az ereklyekápolna, jórészt a háromhajós templom és annak déli oldalkápolnája. 2001 augusztusára felépült egy állandó oltár a háromhajós templom első szentélyében, ahol a pálos atyák augusztusban, a Lőrinc napi szentmiséket szokták celebrálni. A terület gondozója, a Pilisi Parkerdő Rt. pedig szépen rendben tartja a helyreállított romokat.